# Внешняя политика Австралии
Внешняя политика Австралии базируется на отношениях с бывшей метрополией — Великобританией, военно-политическом сотрудничестве с США и на растущих торгово-экономических связях со странами АТР.
Австралия не играет важную роль в международной политике. Её воинские контингенты принимали участие во многих конфликтах — Корее, Вьетнаме, Ираке и Афганистане.
Также Австралия не является одним из основных доноров[прояснить] по отношению к малым государствам Океании, не принимает активное участие в Тихоокеанском форуме.

## Австралийско-китайские отношения
В апреле 2013 года руководители Австралии и Китая договорились об установлении стратегического партнёрства, заявляется, что новое правительство Австралии отдаёт приоритет развитию отношений с Китаем.

## Торговые соглашения
Крупнейшими торговыми партнёрами Австралии являются США, Япония, Китай и Великобритания.
Австралия в настоящее время (на 2007 год) имеет двусторонние соглашения о
свободной торговле с Новой Зеландией, Соединенными Штатами, Таиландом и Сингапуром. Наряду с этим, Австралия находится в процессе проведения переговоров по соглашениям о свободной торговле с АСЕАН, Китаем, Чили, Индией, Индонезией, Японией, Южной Кореей и Малайзией.